# Ralph Meyer
Ralph Meyer est un dessinateur de bande dessinée français, né à Paris le 11 août 1971.

## Biographie
Né à Paris en 1971, Ralph Meyer suit une fois par semaine des cours de dessin au Louvre à partir de ses 12 ans. Il fait ses études au lycée Maurice-Ravel, dans le 20e arrondissement, où il fait la connaissance du dessinateur Julien Solé et du scénariste Mo/CDM.
À vingt ans, il quitte Paris et part en Belgique suivre des cours d'illustration et de bande dessinée à l'école supérieure des arts Saint-Luc de Liège. À l'issue de ce cursus de trois ans, il démarche auprès d'éditeurs avec différents projets, sans succès.
En 1996, Ralph Meyer présente son travail au scénariste Philippe Tome, qui lui propose de participer à la trilogie Berceuse assassine (1997-2002).
Entre-temps, il fonde avec d’autres auteurs l'atelier « Parfois j'ai dur ». C’est là que débute l'album Des Lendemains sans nuage (2001) qu'il dessine avec Bruno Gazzotti sur un scénario de Fabien Vehlmann. Plus tard, toujours avec Fabien Vehlmann, il lance une série de science-fiction, IAN (2003-2007), qui raconte les aventures d’une intelligence artificielle recouverte de nerfs et d'une peau humaine.
En 2008, Meyer signe avec le scénariste Xavier Dorison le premier volume de la série dérivée XIII Mystery qui narre la vie de La Mangouste, tueur impitoyable sans cesse à la recherche de XIII. Il reçoit pour cet album le Prix Saint-Michel du meilleur dessin en 2009, ex æquo avec Mathieu Lauffray pour l'album Neptune de la série Long John Silver.
En 2010, Meyer alterne trois styles graphiques différents pour le one shot Page noire, un thriller combinant plusieurs narrations, scénarisé par Denis Lapière et Frank Giroud.
En 2012, il collabore à nouveau avec Xavier Dorison pour le diptyque Asgard, récit d’une traque fantastique dans les fjords scandinaves.
En 2015, sort le premier tome de la série Undertaker (bande dessinée), intitulé "Le mangeur d'Or" qu'il dessine et pour lequel il obtient une nouvelle fois le Prix Saint-Michel du meilleur dessin. Il travaille avec Xavier Dorison,, au scénario et Caroline Delabie pour la mise en couleur. Forte de son succès hors norme dans le paysage de la BD actuel, la série compte, en 2023, sept tomes et le huitième "Le monde selon Oz" est prévu pour septembre 2025.
En 2017, Meyer illustre dans le style western la pochette d'un album de duos d'Eddy Mitchell, La Même Tribu, volume 1. Le chanteur indique : « L'idée vient de la maison de disques et elle m'a plu. Jean Giraud avait déjà dessiné [en 1968] la pochette d'un de mes albums, Sept colts pour Schmoll. Cette fois, je ne voulais pas forcément un dessin de western, j'avais juste envie de travailler avec monsieur. J'aime la façon dont il suit les traces de la ligne claire, de Jijé et de Giraud, notamment. Ralph avait carte blanche. » La collaboration se poursuit pour la pochette de l'album La Même Tribu, volume 2, sorti l'année suivante.
En 2022, Meyer illustre Des lilas à Belleville, livre d'Eddy Mitchell qui dépeint le Belleville des années 1950. L'histoire s'inspire de la première partie de son roman autobiographique P'tit Claude, publié en 1994.

## Publications

### Séries
- Berceuse assassine (dessin), avec Philippe Tome (scénario), Dargaud

1. Le Cœur de Telenko, 1997
2. Les Jambes de Martha, 1999
3. La Mémoire de Dillon, 2002

- IAN (dessin), avec Fabien Vehlmann (scénario), Dargaud

1. Un Singe électrique, 2003
2. Leçon de ténèbres, 2004
3. Blitzkrieg, 2005
4. Métanoïa, 2007

- Asgard (dessin), avec Xavier Dorison (scénario), Dargaud

1. Pied-de-fer, 2012
2. Le Serpent-monde, 2013

- Undertaker (dessin), avec Xavier Dorison (scénario) et Caroline Delabie (couleurs), Dargaud
- 1 Le Mangeur d'or, Dargaud, 2015
Scénario : Xavier Dorison - Dessin : Ralph Meyer - Couleurs : Caroline Delabie et Ralph Meyer -  (ISBN 978-2-505-06137-3)
- 2 La Danse des vautours, Dargaud, 2015
Scénario : Xavier Dorison - Dessin : Ralph Meyer - Couleurs : Caroline Delabie et Ralph Meyer -  (ISBN 978-2-505-06354-4)
- 3 L'Ogre de Sutter Camp, Dargaud, 2017
Scénario : Xavier Dorison - Dessin : Ralph Meyer - Couleurs : Caroline Delabie et Ralph Meyer -  (ISBN 978-2-505-06538-8)
- 4 L'Ombre d'Hippocrate, Dargaud, 2017
Scénario : Xavier Dorison - Dessin : Ralph Meyer - Couleurs : Caroline Delabie et Ralph Meyer -  (ISBN 978-2-505-06820-4)
- 5 L'Indien Blanc, Dargaud, 2019
Scénario : Xavier Dorison - Dessin : Ralph Meyer - Couleurs : Caroline Delabie et Ralph Meyer -  (ISBN 978-2-505-07531-8)
- 6 Salvaje, Dargaud, 2021
Scénario : Xavier Dorison - Dessin : Ralph Meyer - Couleurs : Caroline Delabie et Ralph Meyer -  (ISBN 978-2-505-08338-2)
- 7 Mister prairie, Dargaud, 2023
Scénario : Xavier Dorison - Dessin : Ralph Meyer - Couleurs : Caroline Delabie et Ralph Meyer -  (ISBN 978-2-505-11975-3)

### One shots
- Des Lendemains sans nuage (dessin), avec Bruno Gazzotti (dessin) et Fabien Vehlmann (scénario), Le Lombard, 2001[9]
- La Mangouste (dessin), avec Xavier Dorison (scénario), XIII Mystery t. 1, Dargaud, 2008
- Paroles d'illettrisme (dessin collectif), avec  Luc Brunschwig (scénario), Futuropolis, 2008
- Page noire (dessin), avec Frank Giroud et Denis Lapière (scénario), Futuropolis, 2010
- Des lilas à Belleville, avec Eddy Mitchell, Dargaud, 2022

## Prix et distinctions
- 2009 : Prix Saint-Michel du meilleur dessin pour La Mangouste (XIII Mystery, t. 1)
- 2011 : Prix Diagonale du meilleur album avec Denis Lapière et Frank Giroud pour Page noire[10]
- 2015 : Prix Saint-Michel du meilleur dessin pour Le Mangeur d'or (Undertaker, t. 1)[11]
- 2016 : Finaliste Prix de la BD Fnac[12]avec Xavier Dorison pour Le Mangeur d'or (Undertaker, t. 1)
- 2016 : Prix de la BD Fnac Belgique[13] avec Xavier Dorison pour Le Mangeur d'or (Undertaker, t. 1)